# Chester City F.C.
Chester City Football Club var et engelsk fodbold hold fra Chester, der har spillet i en lang række ligaer mellem 1885 og 2010. Klubben, som blev grundlagt som Chester F. C., tiltrådte Football League i 1931. I løbet af de næste otte årtier, brugte klubben det meste af sin tid på at konkurrere i de lavere divisioner, hvor den spillede sine hjemmekampe på Sealand Road (1906-1990). I 1983 blev klubben omdøbt til Chester City. Klubben flyttede til Deva Stadium i 1992 efter at have spillet to sæsoner på Macclesfield Towns Moss Rose. I 2004 vandt Chester vandt den Conferance National, deres eneste liga-titel.
I sommeren 2009 blev Chester City sat under administrationen med en gæld på £7 million, selv om de blev reddet fra at gå i umiddelbar betalingsstandsning efter kreditorer blev enige om en redningspakke fra klubbens ejere. Men halvvejs gennem Conference 2009-10-sæsonen, kom HM Revenue & Customs med en lukningsanmodning til klubben i januar 2010. Den Conference National suspenderede efterfølgende Chester – der var blevet sat til salg – for at tilsidesætte sine finansielle regler, samt for at annullere kampe. En måned efter, at beslutningen om at lukke klubben kom, blev det afvist fra ligaen med alle resultater annulleret, og fremtiden kampe aflyst. I marts 2010 blev Chester formelt lukket ned efter forgæves at have forsøgt at tilslutte sig den Walisiske Premier League.
Med den officielle opløsning af Chester City, begyndte tilhængere straks at danne en ny klub. Chester F. C. blev officielt etableret i Maj 2010.

## Historie

### Dannelse og tidlige år
Chester F. C. blev grundlagt i 1885, som en sammenlægning af Chester Rovers og Old King's Scholars F. C. og i første omgang spillet de deres hjemmekampe på Faulkner Street.
Efter et par år der gik med kun at spille venskabskampe og lejlighedsvise cup-kampe, Chester sluttede sig til The Combination League i 1890. I 1898 klubben flyttede til Den Old Showground, men blev tvunget til at forlade den et år senere, da området blev ødelagt for at give plads til boliger, hvilket fik klubben til at være midlertidigt nedlagt. I 1901 de flyttede til Whipcord Lane, men igen blev deres ophold kun kort, da de flyttede ud i 1906. Deres nye stadion på Sealand Road, blot kaldet The Stadium, blev deres første langsigtet hjem og gav dem deres første liga succes, da de vandt Combination League i 1909. I 1910 flyttede Chester til Lancashire Combination League, og opholdt sig der indtil efter første Verdenskrig, da de blev stiftende medlemmer af Cheshire County League. Charlie Hewitt blev udnævnt til manager i 1930, og i 1931 førte han Chester City til the Football League, i stedet for Nelson F. C..

### 1930'erne til 1970'erne
Gennem 1930'erne sluttede Chester aldrig uden for top ti i Division Three North. I denne periode fik Chester deres største sejr i FA Cup, da de slog Fulham 5-0 i 1933, og i 1936, fik de deres største liga sejr, da de sl York 12-0.

## Spillerrekorder
| #   | Navn           | År                   | K   | Mål |
| --- | -------------- | -------------------- | --- | --- |
| 1   | Ray Gill       | 1951–1962            | 406 | 3   |
| 2   | Ron Hughes     | 1951–1962            | 399 | 21  |
| 3   | Trevor Storton | 1974–1984            | 396 | 17  |
| 4   | Eric Lee       | 1946–1957            | 363 | 10  |
| 5   | Stuart Rimmer  | 1985–1988; 1991–1998 | 361 | 135 |
| 6   | Derek Draper   | 1968–1977            | 322 | 54  |
| 7   | Billy Stewart  | 1986–1994; 1995–1996 | 317 | 0   |
| 8   | Tommy Astbury  | 1946–1955            | 303 | 38  |
| 9   | Nigel Edwards  | 1968–1978; 1982–1983 | 299 | 16  |
| 10= | Graham Abel    | 1985–1993            | 296 | 30  |
| 10= | Billy Foulkes  | 1948–1952; 1956–1961 | 296 | 37  |